# تزهير
التَّزْهير أو التَّزَهُّر (بالإنجليزية: Efflorescence)‏ على الصَّعيد الكيميائيِّ يُقْصَدْ تحوُّل الأمْلاح المنْحلّة، أو ماءات الأمْلاح، بفَقْدها جزْءًا من ماء تَبَلْوُرِها بملامسة الهواء، فيبْدو سطْح التُّرْبة مُغَطًّى بطبقة بَيْضاء.

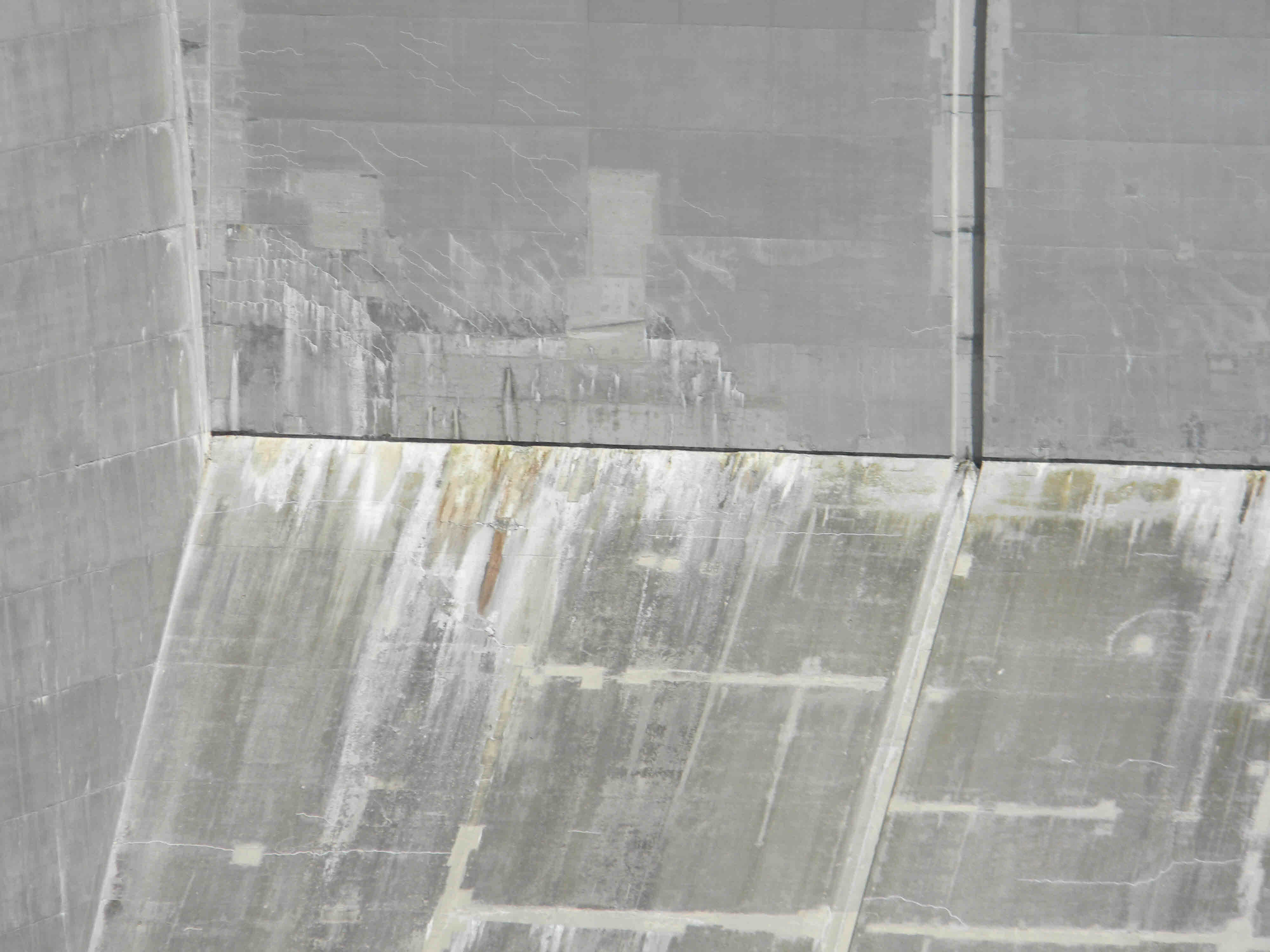
تزهير ثانوي في سد محطة روبرت موزز الكهرمائية في نياغارا في كندا.

## صور

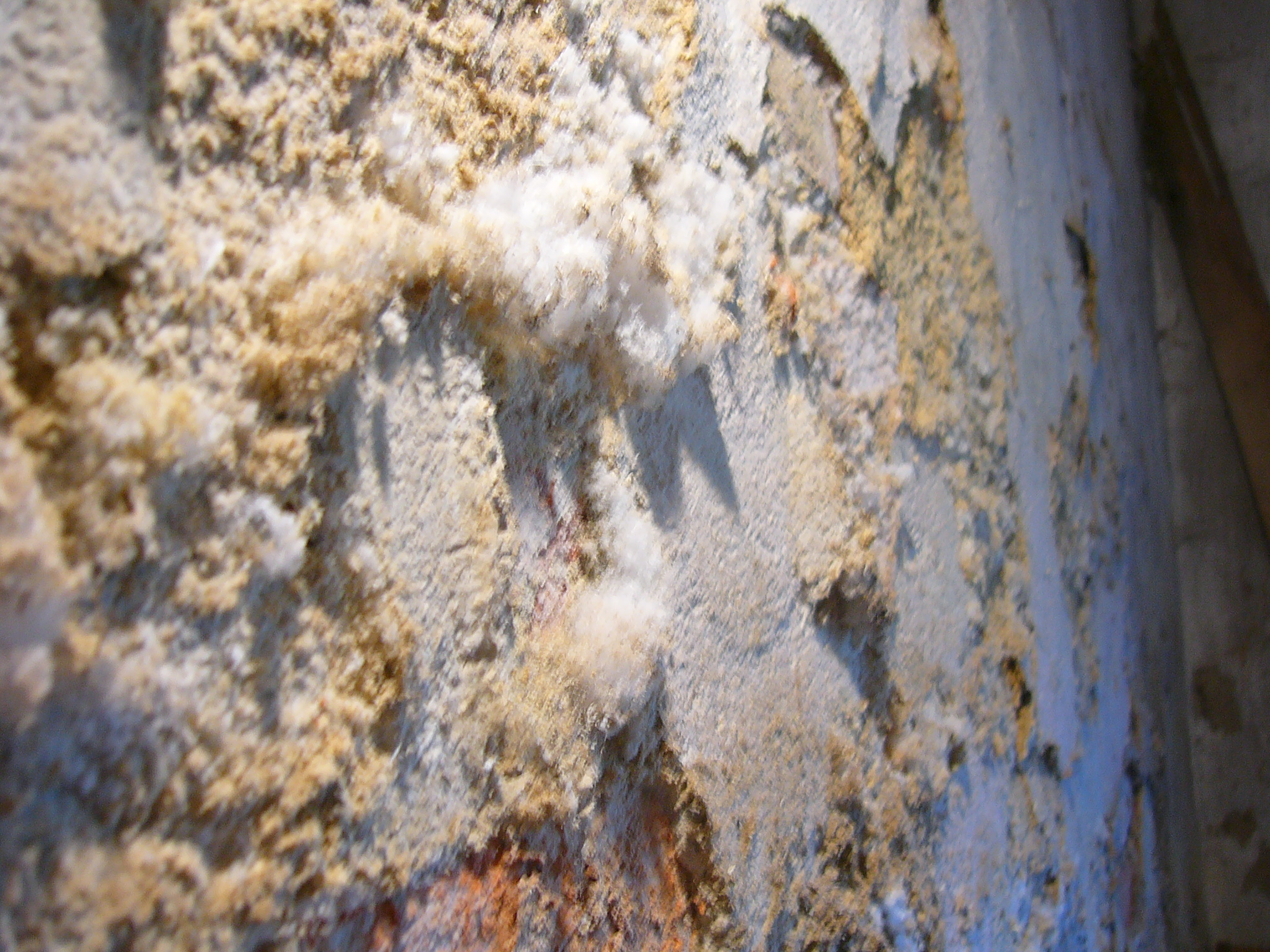
تزهير أولي على جدار في ألمانيا.
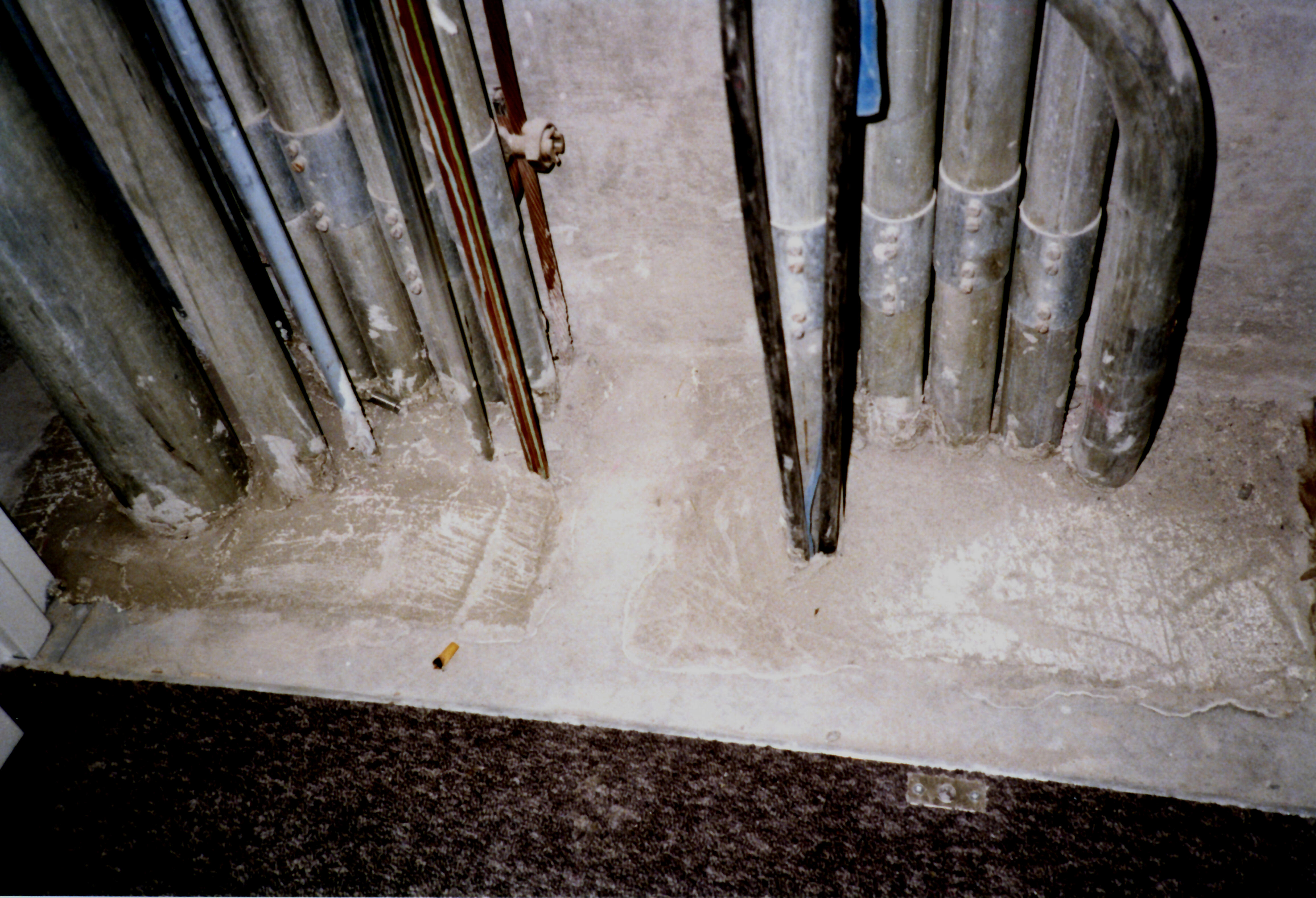
تزهير أولي على ملاط
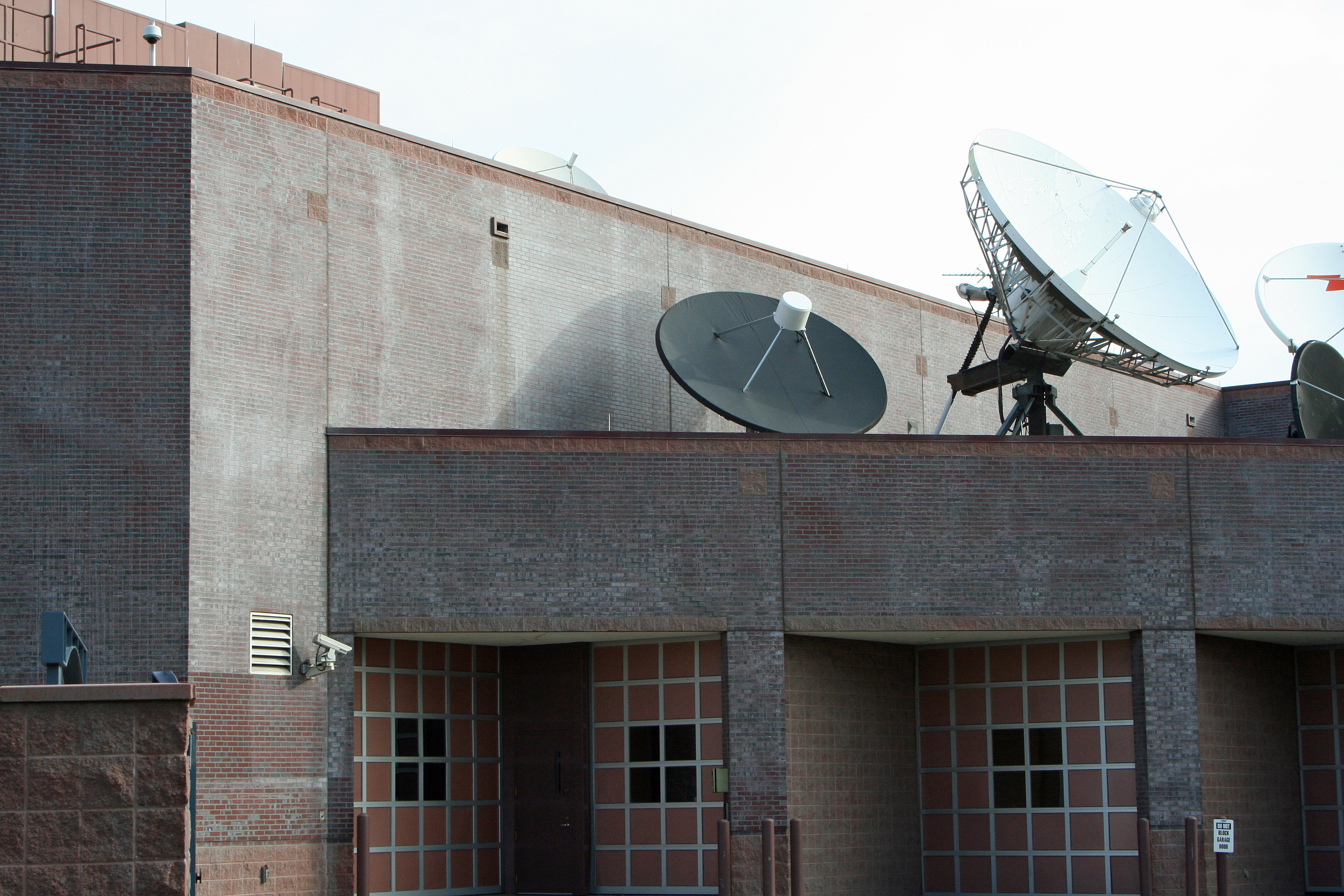
تزهير أول على بناء في دنفر

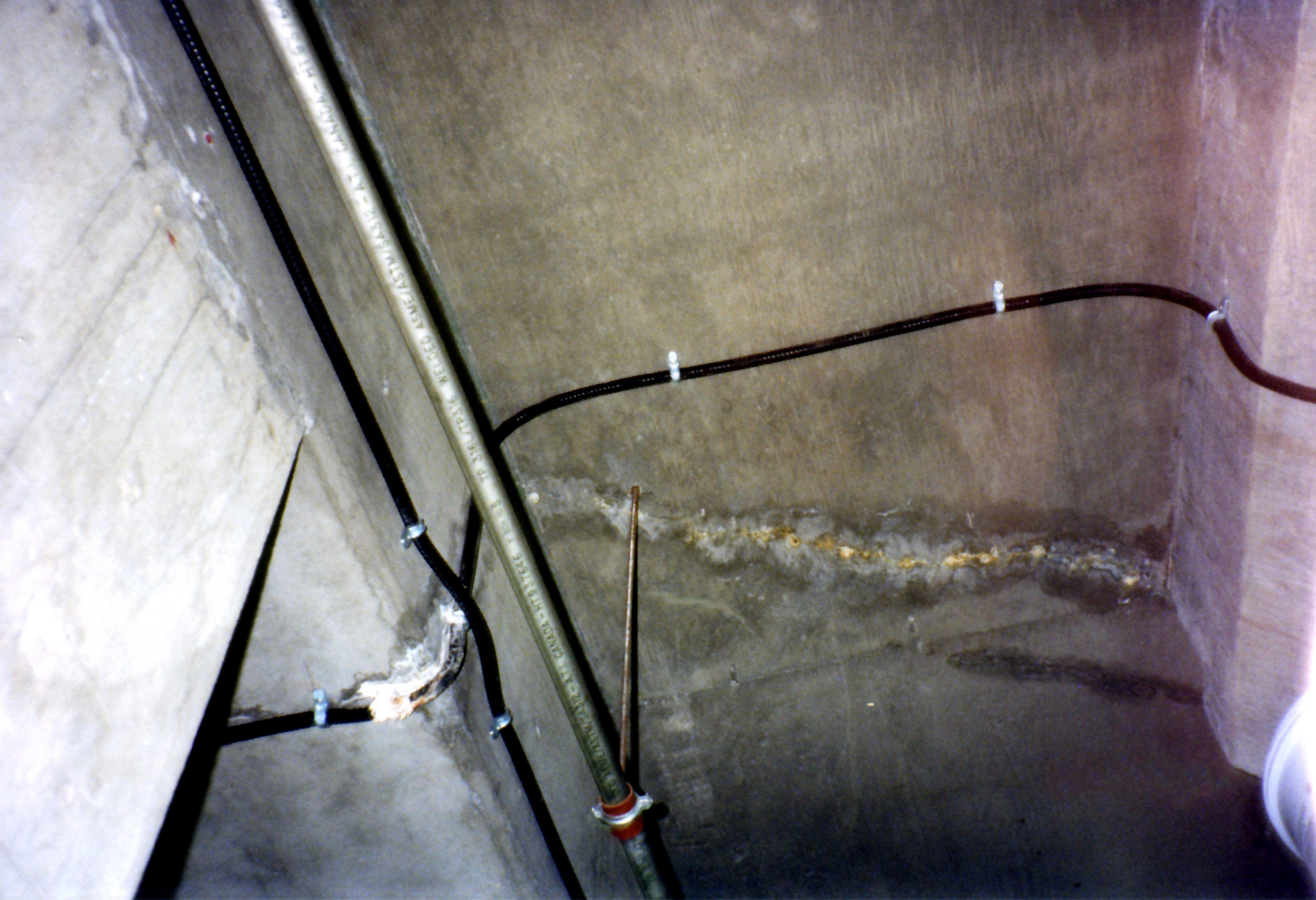
تزهير ثانوي مسبباً تحلل حجر الاسمنت ومهاحمة حديد التسليح
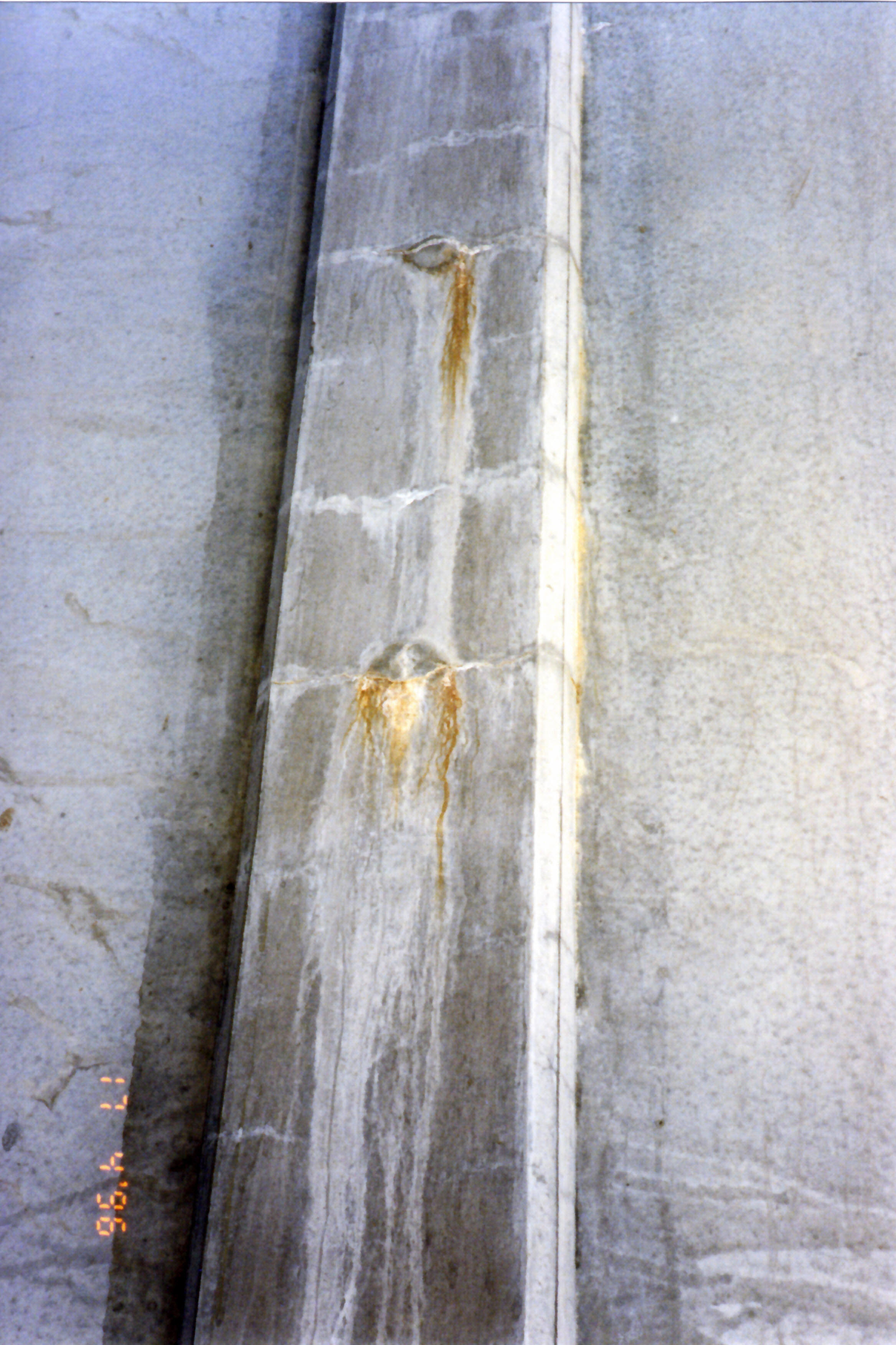
تزهير ثانوي
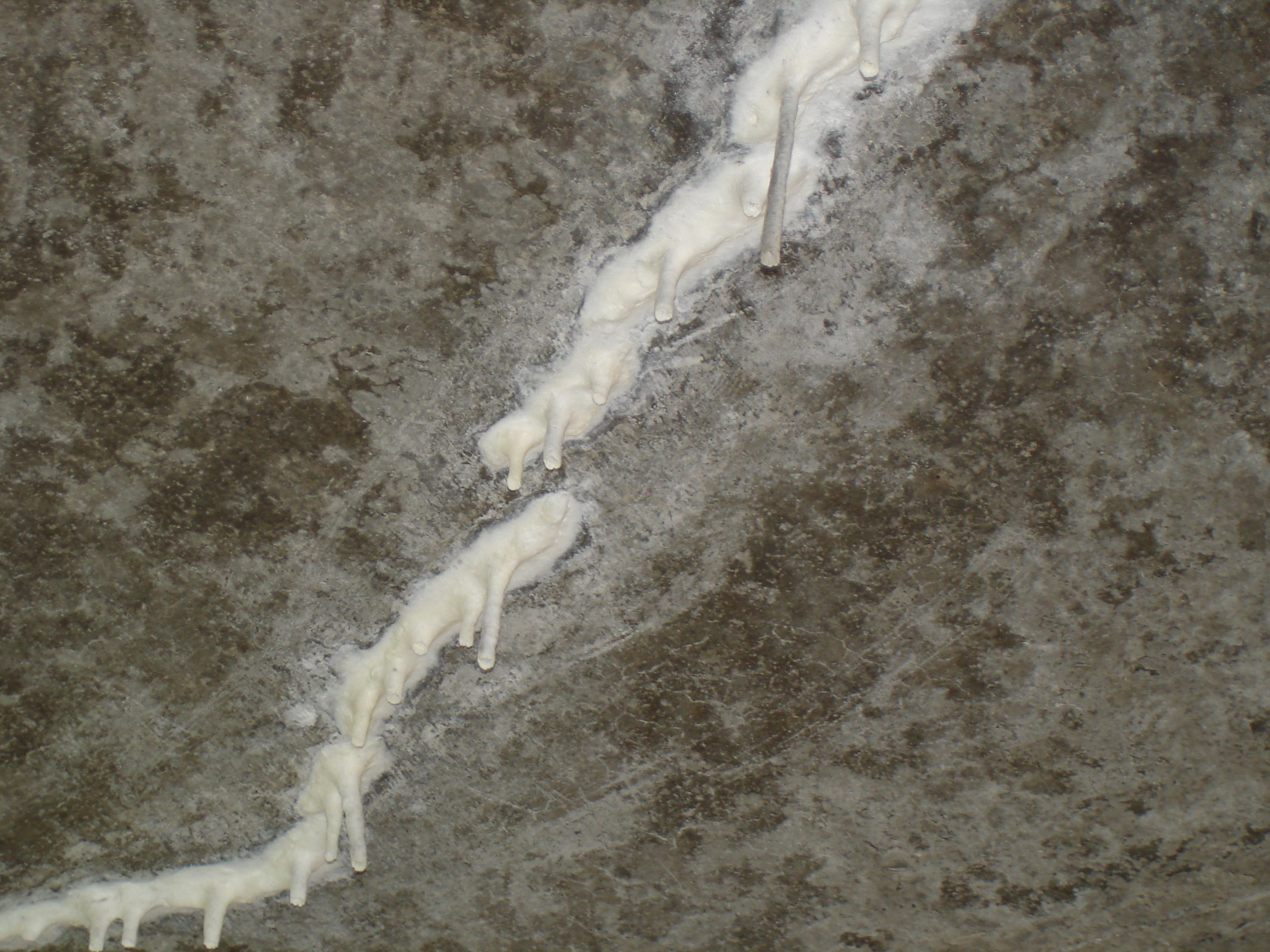
تزهير ثانوي مسبباً هَوَابِط (حُلَيْماتٌ عُلْيَا) خرسانية